# Comunitatea Creștinilor
Comunitatea Creștinilor (germană Die Christengemeinschaft) este un cult creștin esoteric. A fost fondată în Elveția în anul 1922 de un grup format în cea mai mare parte din teologi și preoți luterani, conduși de Friedrich Rittelmeyer, inspirat de Rudolf Steiner. Bisericile Comunității Creștinilor există ca grupuri independente cu administrare regională și internațională, care le ghidează ritul. În prezent există aproximativ 350 în întreaga lume, inclusiv în România. Sediul internațional a fost stabilit la Berlin, în Germania.
Comunitatea Creștinilor este condusă de un "cerc de preoți", cu coordonatori aleși în acest cerc. Primul coordonator (germ. Erzoberlenker) se consultă cu ceilalți doi coordonatori centrali (germ. Oberlenkers). Există totodată coordonatori (germ. Lenkers) la nivel regional, ca și un sinod de preoți. Nu există vreo altă ierarhie în conducere. Preoțimea Comunității Creștinilor a fost mereu deschisă pentru femei.

## În Germania Nazistă
În Germania Nazistă, Comunitatea Creștinilor a intrat sub supravegherea statului, totuși, „ministrul Reich-ului” al cultelor Hanns Kerrl s-a opus unei interdicții absolute asupra grupului. În ciuda temerilor lui Reinhard Heydrich cu privire la biserică, rapoartele poliției nu au găsit în mod constant nimic ofensiv în ceea ce privește activitățile sau practicile acesteia, iar noi congregații au fost înființate în Köln și Stuttgart între 1938 și 1939. Cu toate acestea, în urma fugii lui Rudolf Hess în Marea Britanie în 1941, o epurare națională împotriva tendințelor percepute drept oculte a fost inițiată, Comunitatea Creștinilor a fost interzisă, iar liderul ei Emil Bock a fost închis din cauza presupuselor „activități masonice” ale comunității.

## Comunitatea Creștinilor în România
Comunitatea Creștinilor a fost întemeiată și în România, ca asociație ce militează pentru înființarea acestui cult. Centrele sale principale sunt în Cluj și București, existând o capelă construită de asociație la Beliș, în Munții Apuseni, unde se desfășoară reuniunile de vară. Asociația beneficiază de sprijinul a două preotese românce, care activează în principal în afara țării, ca și de susținerea diferitelor personalități din Europa.

## Ritul
Comunitatea Creștinilor nu cere adepților ei să se conformeze unei anumite credințe sau vreunui comportament. Cele șapte taine celebrate în cadrul Comunității: euharistia, numită frecvent Actul de Sfințire a Omului, și șase alte taine: botezul, confirmarea, căsătoria, mirungerea, sfatul sacramental (în locul spovedaniei), și hirotonirea.

## Rudolf Steiner

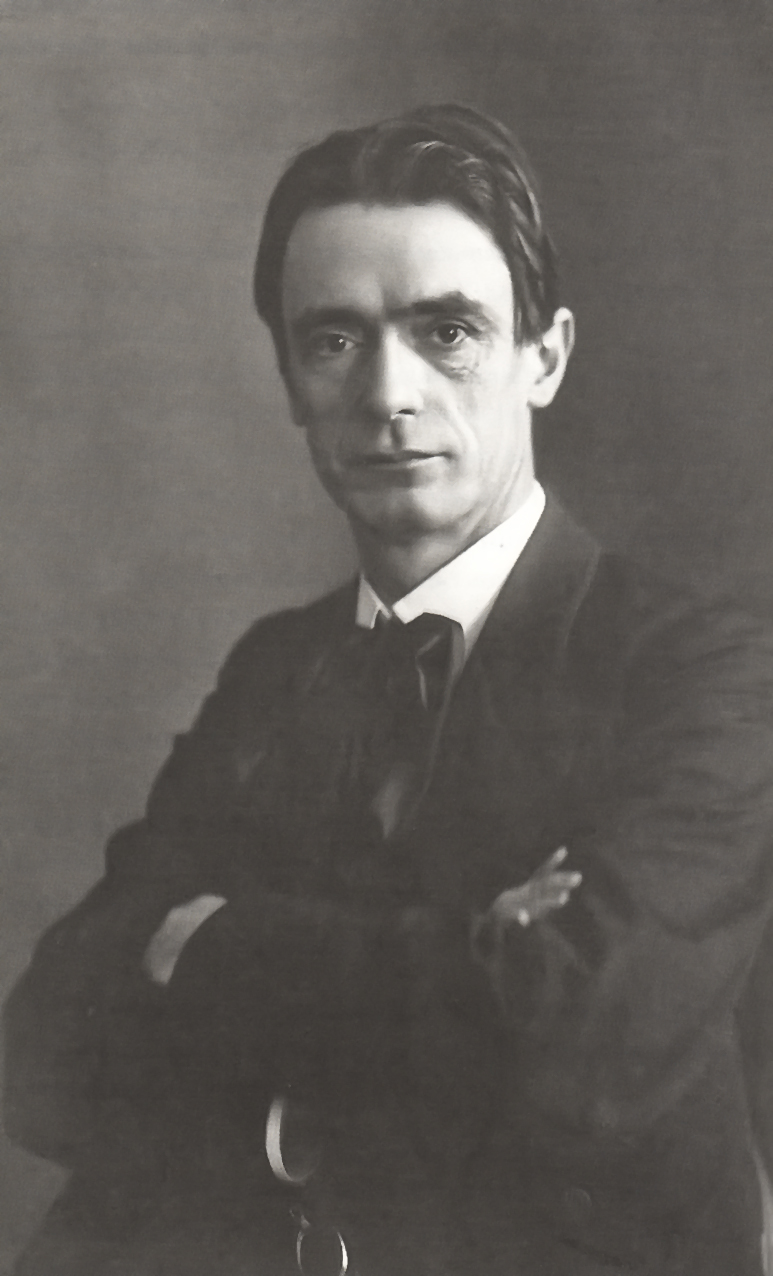
Rudolf Steiner

La fondare, cercul de preoți luterani a beneficiat de unele sfaturi din partea lui Rudolf Steiner, fondator al antroposofiei. De aceea, unii dintre adepții antroposofiei hotărăsc să participe și la reuniunile Comunității Creștinilor, cu toate că Steiner a avertizat împotriva acestei practici, susținând că sfaturile au fost date în mod particular, și nu din postura sa oficială.
| “ | Ceea ce le-am oferit acestor personalități nu are de-a face cu mișcarea antroposofică. Eu le-am dat aceasta ca om privat, și subliniind cu hotărârea necesară că mișcarea antroposofică nu trebuie să aibă de-a face cu această mișcare pentru înnoire religioasă [...]. Tocmai pentru prosperarea ambelor mișcări e necesar ca ele să fie net deosebite una de alta. De aceea, pentru început e absolut necesar [...] ca mișcarea pentru înnoire religioasă să acționeze în toate direcțiile în niște cercuri din afara mișcării antroposofice. Așadar [...] să nu îi încalce domeniul material, dar nici, pe de altă parte, pentru că nu reușește să găsească imediat adepți printre neantroposofi, ei bine, să nu-și facă prozeliți în rândul antroposofilor. Prin aceasta s-ar face un lucru imposibil, s-ar face ceva ce ar trebui să ducă la căderea ambelor mișcări. | ” |

## Comuniune ecumenică
Ea este total exclusă de Biserica Catolică Germană, dar recunoscută drept creștinism de către Biserica Protestantă Germană (Biserica Evanghelică Germană). Nici Biserica Protestantă, nici Biserica Catolică nu recunosc botezul lor drept valabil. Nu este recunoscută de Consiliul Mondial al Bisericilor.
Comunitatea Creștinilor nu susține că ar avea succesiune apostolică. Deși are legături cu Societatea Antroposofică, este o organizație independentă de aceasta din punct de vedere juridic.